# Список экорегионов Бурунди
Ниже приводится список экорегионов в Бурунди, согласно Всемирному Фонду дикой природы (ВФП).

## Наземные экорегионы
по основным типам местообитаний

### Тропические и субтропические влажные широколистные леса
- Горные леса рифта Альбертин

### Тропические и субтропические луга, саванны и кустарники
- Прибрежные леса бассейна Виктории
- Центральные Замбезийские леса миомбо

## Пресноводные экорегионы
по биорегиону

### Восточное и прибрежное
- Malagarasi-Moyowosi

### Великие Африканские озера
- Танганьика
- Виктория